# 문인주
문인주(文仁柱, 1999년 8월 22일~)는 재일 한국인 남자 축구 선수로 현재 J3리그의 FC 기후에서 미드필더로 활동 중이며 조선민주주의인민공화국 대표팀 소속으로 뛰고 있다.

## 구단 경력
문일주는 일본 3부리그 구단인 가이나레 돗토리 에서 선수 생활을 시작했다. 2022년 6월 19일, 그는 미야자키 테게바자로를 상대로 2-0으로 승리하는 동안 가이나레 돗토리 소속으로 데뷔했다. 2022년 10월 23일 문인주는 기라반쓰 기타큐슈를 상대로 3-2로 승리하는 동안 가이나레 돗토리 소속으로 첫 득점을 기록했다.